# Serravalle Pistoiese
Serravalle Pistoiese – miejscowość i gmina we Włoszech, w regionie Toskania, w prowincji Pistoia.
Według danych na rok 2004 gminę zamieszkiwało 10 147 osób, 241,6 os./km².